# مان ريز
مان ريز (بالإنجليزية: Man Raze) في فرقة روك بديل ثلاثية من لندن، إنجلترا مكونة من فيل كولين، وسايمون لافي، وبول كوك.

## تاريخ
لفت فيل كولين انتباه المعجبين بوجود الفرقة لأول مرة أثناء مقابلة في 28 نوفمبر 2004 مع المجلة الإلكترونية بريفوورلدز آند بلادي ناكلز (بالإنجليزية: Braveworlds & Bloody Knuckles) قال فيها، «كنت في إنجلترا هذا الصيف، والتقيت بسايمون لافي الذي كان عازف غيتار البيس في فرقتي السابقة، غيرل، وبول كوك، الذي كان يعزف الطبول في سيكس بستولز. أنشأنا هذه الفرقة الجديدة باسم مان-ريز». في يناير 2005، ظهر فيل كولين على برنامج إذاعة جونسيز جوكبوكس مع ديف ليبارد، بضيافة عازف الغيتار لسكس بستولز ستيف جونز. بثت في ذلك البرنامج النسخة التجريبية من «سكين كراول» أثناء فترة العرض، وكانت تلك المرة الأولى التي تشغل فيها موسيقى مان ريز علناً.

### العرض المباشر الأول والظهور الأول (2005)
قدمت فرقة مان ريز عرضاً بيعت جميع تذاكره في نادي سبيتس قرب سوق أولد سبيتافيلدز في لندن، إنجلترا في 27 سبتمبر 2005. غنت الفرقة لحشد من 200 شخص فقط بمن فيهم معجبون، وأصدقاء وأفراد عائلة ووسائل الإعلام. ظهرت أثناء العرض 9 أغان جديدة وتلقت الفرقة مراجعات إطرائية من الصحافة. أصدرت مان ريز بعد ذلك أغنيتها المنفردة الأولى بعنوان «سكين كراول» كأغنية منفردة ماكسي على سي دي في 31 أكتوبر 2005 في المملكة المتحدة. أُصدرت الأغنية المنفردة عبر شركة التسجيلات الخاصة بالفرقة، سارياليست ريكوردز. احتوت الأغنية على أربعة مسارات منها ريمكس للأغنية المنفردة ونسخة داب موسيقية من «رانين مي أب». وصلت الأغنية المنفردة للمرتبة التاسعة على لائحة أفضل 40 أغنية روك في المملكة المتحدة.
بعد أداء الفرقة لعرضها الأول، أدركت الفرقة أنها فرقة روك صريحة، وبدأت بخفض جانبها التجريبي. استمر العمل على الألبوم الأول، المسمى ساريل. أغلب محتوى الألبوم أعيد العمل عليه وتسجيله في استوديو منزل مغني ديف ليبارد جو إليوت في دبلن في أبريل 2006.

### موقع الويب الجديد والتنزيلات الرقمية (2007)
في يونيو 2007، أعادت الفرقة إطلاق موقعها على الإنترنت وأضافت متجراً رقمياً جديداً. في هذا الوقت، أصدرت الفرقة أيضاً أغنيتها المنفردة الثانية، «ترن إت أب»، والتي كانت جزءاً من حزمة رقمية احتوت أيضاً على أغنية الألبوم «كونيكتد تو يو» بالإضافة إلى نسخة معاد تسجيلها من «يور سو رونغ». احتوت الحزمة أيضاً على الأغنية المصورة لـ«ترن إت أب»، والتي كانت أول أغنية مصورة للفرقة، وصورت بالأبيض والأسود في استوديو مراجعة.
عُرضت الأغنية «ترن إت أب» على إي إس بي إن لتغطية كرة القدم الأمريكية للجامعات. كان من المقرر إصدار الألبوم في سبتمبر 2007، ثم أُجل حتى يناير 2008، بسبب التزامات خارجية لأعضاء الفرقة.
في يناير 2007، ظهرت مان ريز لأول مرة على التلفاز على قناة روكوورلد تي في البريطانية وأدت ثلاث أغانٍ صوتية مع مقابلة مع غاري كرولي في برنامجه غاري كرولي بريزنتس.... أعيد بث البرنامج لاحقاً وسميث الحلقة «مان ريز إن سيشن».

### العرض المباشر الثاني وفيلم وثائقي (2008)
في مارس 2008، ذهبت الفرقة إلى كاليفورنيا للتدريب قبل تصوير فيلم وثائقي. صورت اللقطات للبث التلفزيوني وكمقاطع إضافية لإصدار الألبوم. في 19 مارس، قدمت الفرقة عرضها المباشر الثاني في استوديو مراجعة في لوس أنجلس. فاز 15 عضواً من ستريت تيم مان ريز الرسمي على الإنترنت بفرصة للحضور والالتقاء بالفرقة. غنت الفرقة تسع أغانٍ، كانت منها ثلاث غنيت للمرة الأولى. بثت في إتش 1 في أمريكا ملتقطات من العرض في يونيو 2008.

### إصدار الألبوم الأول (2008)
أُصدر الألبوم الأول ساريل في الولايات المتحدة عبر شركة في إتش 1 كلاسيك في 3 يونيو 2008. يحتوي الألبوم على 12 أغنية وقامت الفرقة بالغناء أثناء فراغ أعضائها من فرقهم الأخرى. أُصدرت الأغنية «ترن إت أب» على الإذاعات في الولايات المتحدة في شهر مايو وأَضيف إعلان ذو 30 ثانية للألبوم إلى قناة في إتش 1 كلاسيك.
أًصدر الألبوم على الإنترنت في 14 مايو 2008 بالإضافة لنسخة داب إضافية من «ترن إت أب» مع أغنيتها المصورة.
أطلقت الفرقة قناتها الرسمية على اليوتيوب في مايو 2008، وتحتوي القناة على فيديوهات موافق عليها من قبل الفرقة منها ملتقطات مباشرة ومقابلات. في يونيو 2008، أضيف 12 فيديو كليب للقناة كعرض مسبق للفلم الوثائقي «مان ريز ذا فيلم» والذي عُرض لاحقاً على التلفاز في وقت لاحق في نفس العام.

### إصدار الألبوم البريطاني/الجولة البريطانية (2008)
أًصدر الألبوم الأول في المملكة المتحدة في 1 ديسمبر 2008، واحتوى على قرص إضافي ذي 5 أغان.
لدعم إصدار الألبوم في موطنهم، انطلق أعضاء الفرقة في جولتها الأولى، وغنوا في أربعة تواريخ حول المملكة المتحدة: 3 ديسمبر في مانشستر، و4 ديسمبر في برمنغهام، و8-9 ديسمبر في لندن.

### جولة بريطانيا مع أليس كوبر (2009)
بعد إلغاء ديف ليبارد جولتها في أمريكا الشمالية في أواخر 2009، والتي كان من المخطط قيام مان ريز بدعمها، دُعيت مان ريز لدعم أليس كوبر في كل عروضه في المملكة المتحدة في أواخر نوفمبر وأوائل ديسمبر 2009.

## أعضاء الفرقة
- فيل كولين - الغناء الرئيسي، الغيتار
- سايمون لافي - غيتار البيس، الغناء المساعد
- بول كوك - الطبول

## ديسكوغرافيا

### ألبومات
- ساريل - (أمريكا، يونيو 2008/بريطانيا، ديسمبر 2008)
- بانكفانكروتسروك (2011)

### أغان منفردة
- «سكين كراول» أغنية منفردة سي دي ماكسي - أكتوبر 2005، أفضل 40 أغنية روك في المملكة المتحدة (#9)
- «ترن إت أب» تنزيل رقمي - يونيو 2007

## جولات

### جولة مان ريز البريطانية 2008
| التاريخ       | المدينة          | الدولة  | المكان                                                   |
| ------------- | ---------------- | ------- | -------------------------------------------------------- |
| 3 ديسمبر 2008 | مانشستر          | إنجلترا | رودهاوس                                                  |
| 4 ديسمبر 2008 | برمنغهام         | إنجلترا | بارفلاي                                                  |
| 8 ديسمبر 2008 | كامدن، لندن      | إنجلترا | بارفلاي نسخة محفوظة 26 يناير 2013 على موقع واي باك مشين. |
| 9 ديسمبر 2008 | كينغس كروس، لندن | إنجلترا | مونتو واتر راتس                                          |

### جولة مان ريز البريطانية مع أليس كوبر 2009
| التاريخ        | المدينة    | الدولة   | المكان                                                            |
| -------------- | ---------- | -------- | ----------------------------------------------------------------- |
| 24 نوفمبر 2009 | مانشستر    | إنجلترا  | أبولو                                                             |
| 25 نوفمبر 2009 | غلاسكو     | سكوتلندا | قاعة كلايد                                                        |
| 27 نوفمبر 2009 | نيوكاسل    | إنجلترا  | دار مدينة نيوكاسل نسخة محفوظة 3 أبريل 2016 على موقع واي باك مشين. |
| 28 نوفمبر 2009 | شفيلد      | إنجلترا  | دار مدينة شفيلد                                                   |
| 29 نوفمبر 2009 | سويندون    | إنجلترا  | مركز أويسس للاستجمام سويندون                                      |
| 1 ديسمبر 2009  | ولفرهامبتن | إنجلترا  | قاعة سيفيك                                                        |
| 2 ديسمبر 2009  | بليموث     | إنجلترا  | بافيليونز                                                         |
| 4 ديسمبر 2009  | نوتنغهام   | إنجلترا  | المركز الملكي نسخة محفوظة 22 مارس 2007 على موقع واي باك مشين.     |
| 5 ديسمبر 2009  | برايتون    | إنجلترا  | برايتون سنتر                                                      |
| 6 ديسمبر 2009  | لندن       | إنجلترا  | هامرسميث أبولو                                                    |

### عروض مان ريز السابقة
| التاريخ        | المدينة   | الدولة           | المكان       |
| -------------- | --------- | ---------------- | ------------ |
| 19 مارس 2008   | لوس أنجلس | الولايات المتحدة | ميتس ستوديوز |
| 27 سبتمبر 2005 | لندن      | إنجلترا          | ذا سبيتس     |

## وصلات خارجية
- مان ريز على موقع ميوزك برينز (الإنجليزية)
- مان ريز على موقع ديسكوغز (الإنجليزية)
- Man Raze.com موقع مان ريز الرسمي
- مان ريز ستريت تيم صفحة ستريت تيم الرسمية على مايسبيس
- منتدى مان ريز منتدى مان ريز الرسمي
- يوتيوب.كوم قناة مان ريز الرسمية على يوتيوب
- مقابلة فيل كولين مع غيتار.كوم عام 2015